# Bảo tàng Dân tộc Quốc gia Hàn Quốc

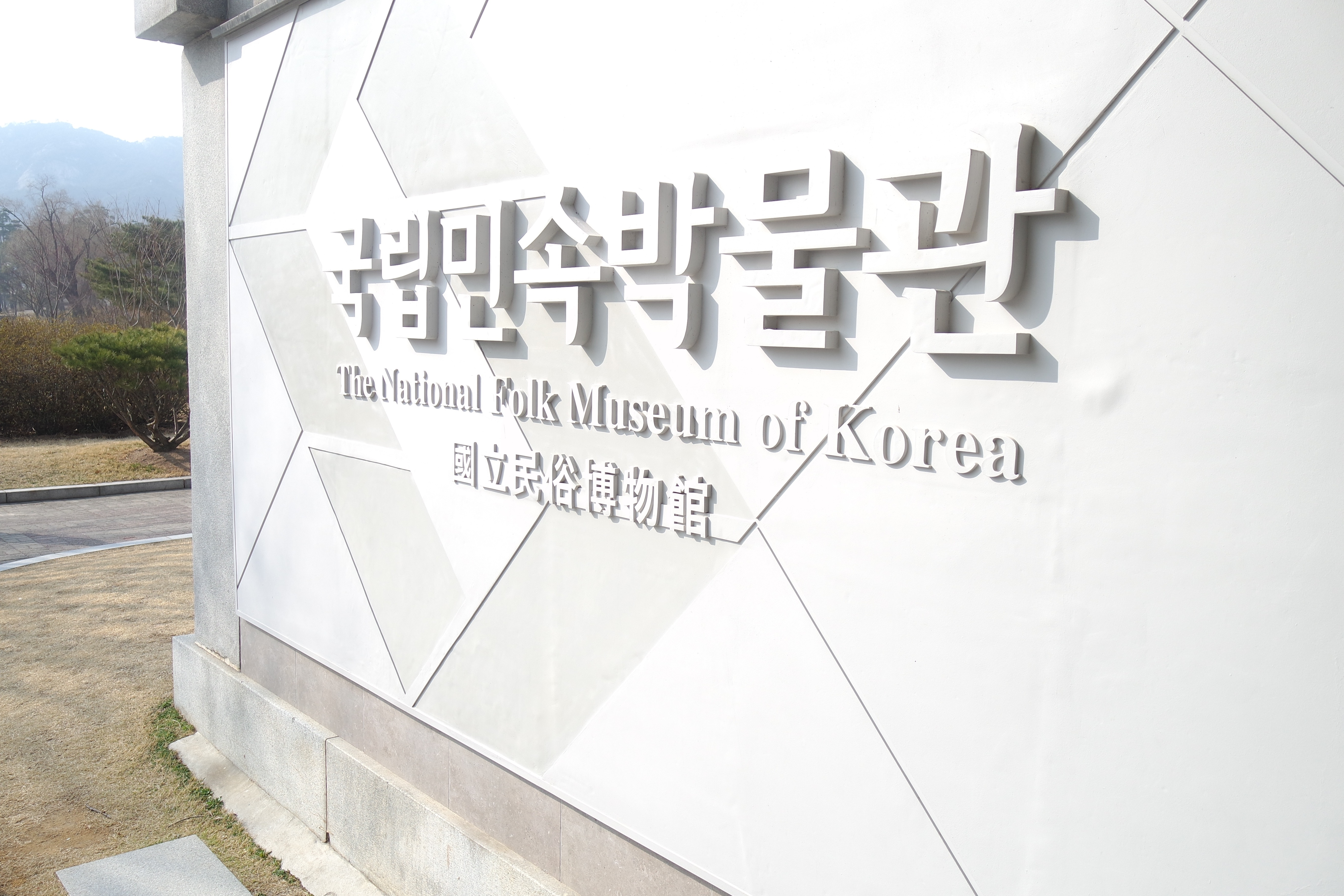

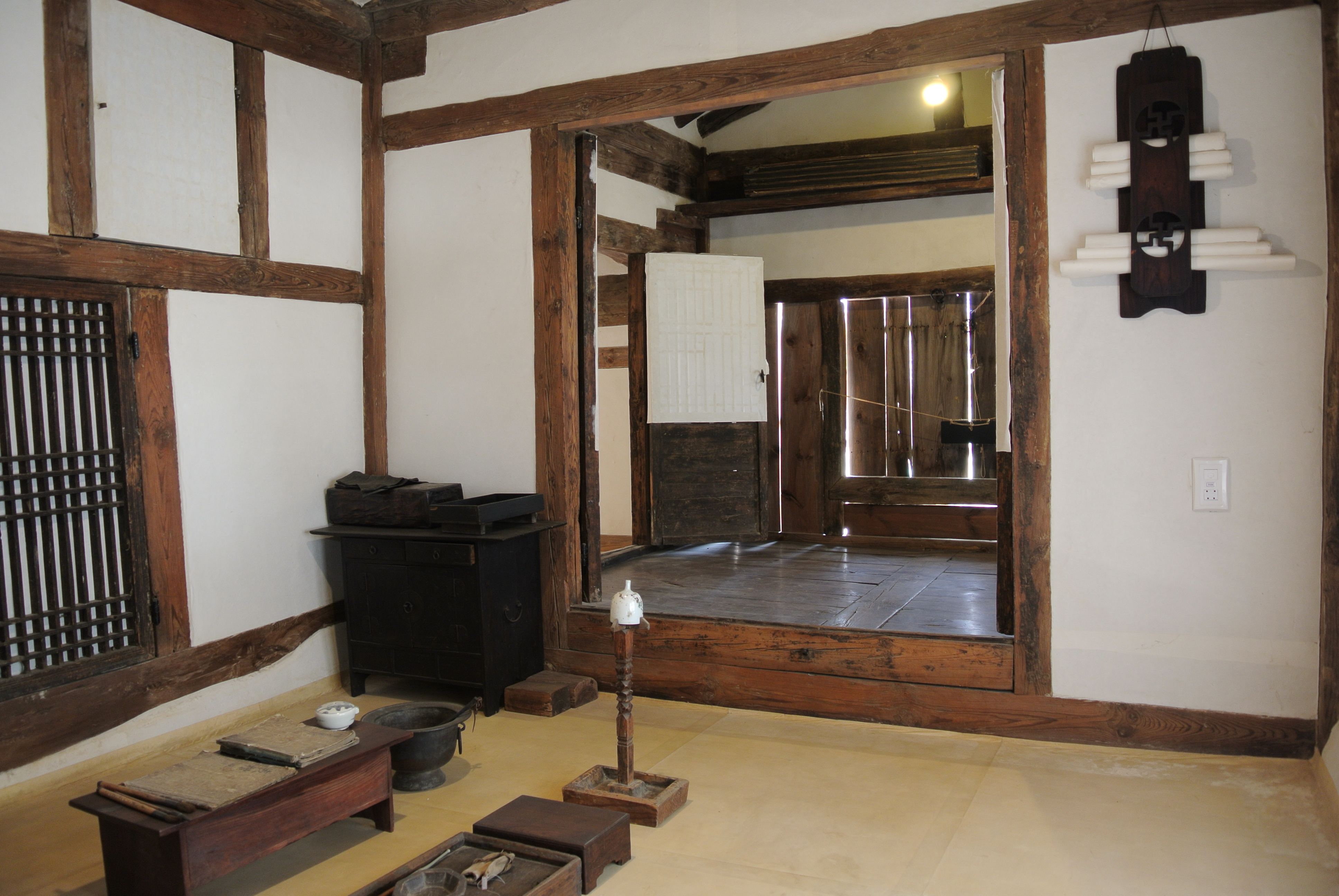
Nội thất của một ngôi nhà truyền thống Hàn Quốc

Bảo tàng Dân tộc Quốc gia Hàn Quốc là một bảo tàng quốc gia của Hàn Quốc, nằm trong khuôn viên của Cung điện Gyeongbokgung ở Jongno-gu, Seoul. Nơi đây sử dụng bản sao của các đối tượng để minh họa lịch sử cuộc sống truyền thống của người dân Hàn Quốc.

## Lịch sử
Bảo tàng được Chính phủ Hoa Kỳ thành lập vào ngày 8 tháng 11 năm 1945 và khai trương vào ngày 25 tháng 4 năm 1946 tại Nhà Tưởng niệm Hành chính Thành phố. Khi bảo tàng được sáp nhập với Bảo tàng Quốc gia Hàn Quốc, bộ sưu tập 4.555 hiện vật của bảo tàng đã được chuyển đến địa điểm Núi Namsan sau này. Năm 1975, khi Bảo tàng Quốc gia chuyển đến khuôn viên của Cung điện Gyeongbokgung, nó cũng được chuyển đến Tòa nhà Bảo tàng Nghệ thuật Hiện đại. Năm 1993, bảo tàng này được mở tại địa điểm hiện tại, nơi trước đây là địa điểm của Bảo tàng Quốc gia Hàn Quốc. Thiết kế của tòa nhà dựa trên các công trình lịch sử khác nhau trên khắp Hàn Quốc.

## Bộ sưu tập

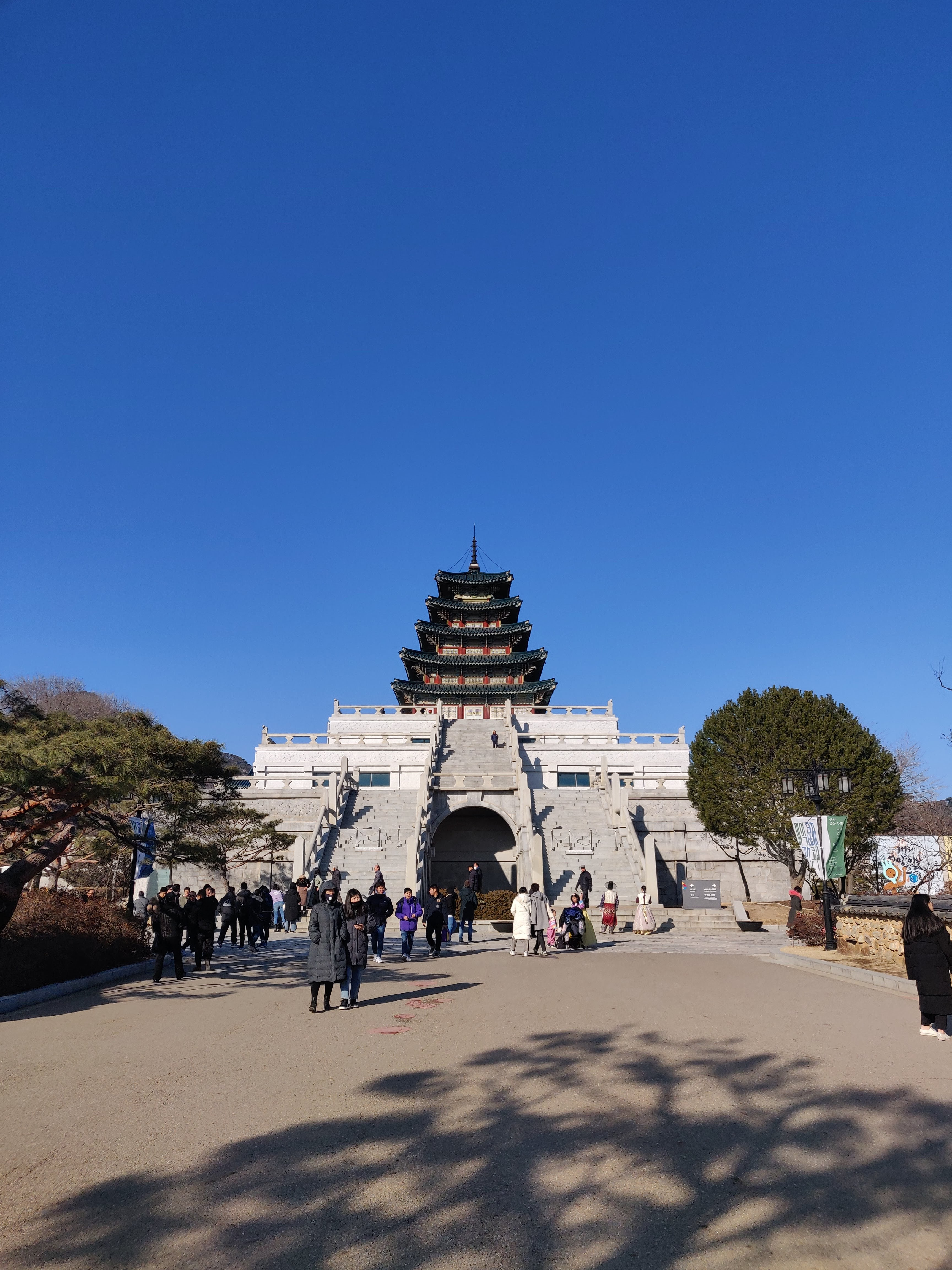
Bảo tàng dân tộc quốc gia Hàn Quốc

Bảo tàng có hơn 98.000 hiện vật và ba phòng triển lãm chính: "Lịch sử của người Hàn Quốc" trưng bày các tư liệu về cuộc sống hàng ngày ở Hàn Quốc từ thời tiền sử đến cuối triều đại Joseon năm 1910; "Phong cách sống của Hàn Quốc", minh họa dân làng Hàn Quốc thời cổ đại; và "Vòng đời của người Hàn Quốc", mô tả nguồn gốc sâu xa của Nho giáo trong văn hóa Hàn Quốc và cách hệ tư tưởng này đã hình thành nên hầu hết các phong tục của nền văn hóa này.
Bảo tàng cũng trưng bày các triển lãm ngoài trời, chẳng hạn như bản sao của các bài vị thần nơi dân làng từng cầu nguyện, cọc đá để thờ cúng, cối xay, nhà kho chứa gạo và hố để đựng các hũ kim chi.
Vào tháng 3 năm 2021, Bảo tàng Dân gian Quốc gia đã mở lại một cuộc triển lãm trưng bày các vật phẩm của thế kỷ 20 từ thời Joseon cũng như các vật phẩm từ Hàn Quốc hiện đại và đương đại. Các vật phẩm được trưng bày tại Phòng Triển lãm Thường trực 2, mở cửa trở lại vào ngày 20 tháng 3 năm 2021 sau khi được cải tạo.